# إبراهيم الحارثي
إبراهيم الحارثي هو كاتب مسرحي سعودي ومندوب إعلامي للهيئة العربية للمسرح بالمملكة العربية السعودية والمشرف على الأنشطة الثقافية بالهيئة الملكية بينبع.

## حياته
إبراهيم الحارثي والذي تم نقله من وظيفة معلم إلى وظيفة مشرف أنشطة ثقافية بالهيئة الملكية بينبع، كانت بدايته المسرحية في المدرسة الإبتدائية تحديدا الصف الثاني ابتدائي، حيث قام بأداء أول دور مسرحي له على خشبة المسرح، انطلق بعدها في هذا المجال وصولا إلى المسرح الجامعي. بعد ذلك إنتقل إلى فرقة المسرح الهاوي والمسرح المحترف في الطائف تحت إشراف جمعية الثقافة والفنون، وتشجع أكثر مع مجموعة من أصدقائه الذين آمنوا بفنهم وحاولوا أن يصلوا لمرحلة متقدمة من الإنتاج المسرحي والبناء الدرامي الحقيقي، وقدموا معا العديد من العروض المسرحية لما يقارب ال45 عرضا مسرحيا، ولاقت استحسانا كبيرا من الناس والمتابعين.
انتقل بعد ذلك في عام 2006م للكتابة المسرحية، حيث كتب أول مسرحية له وشارك بها في مسابقة للنصوص المسرحية في جمعية الثقافة والفنون وفاز بالمركز الثالث. انطلق بعدها مباشرة للكتابة بشغف كبير وتعزيز كتاباته بالقراءات المتعددة والرؤيا والتغذية البصرية، وكان مؤمنا أن هناك ما يستحق في المسرح. وبعد صقل موهبته تعاون مع بعض الفرق المسرحية المحلية وأخرى عربية.
تميزت كتاباته المسرحية بالطابع الفلسفي الذي يفسر الحالات الإنسانية الإجتماعية الموجودة؛ كحالة العزلة أو الحزن، والعاطفة..و إبراهيم هو المندوب الإعلامي بالسعودية للهيئة العربية للمسرح، وعضو ورشة العمل المسرحي بالطائف، وعضو جمعية المسرحيين السعوديين، كذلك هو عضو في الهيئة الدولية للمسرح، وكاتب وممثل مسرحي، له العديد من الجوائز المحليَّة والخليجيَّة والعربيَّة. بالإضافة أنه قدم العديد من المسرحيات وشارك في أكثر من 18 مهرجاناً خارجياً منها مهرجان القاهرة التجريبي، ومهرجان فاس المسرحي، ومهرجان قرطاج «دورتان» بتونس، بعدها مهرجان نيباوليس لمسرح الطفل، ومهرجان سوسة لمسرح الطفل، كذلك مهرجان المسرح الأردني، ومهرجان الصواري المسرحي بالبحرين، كما شارك بمهرجان المسرح العربي بالشارقة، ثم مهرجان ليالي المسرح الحر بالأردن، زيادة إلى مشاركته في مهرجان صور الدولي للمسرح، ومهرجان الأقصر الدولي للمسرح، وأخيرا مهرجان الكويت المسرحي الخامس عشر.

## مؤلفاته
- مسرحية ولم يك شيئا.[5][6]

- مسرحية مظلة.[7]

- مسرحية نعش.[8][9]

- مسرحية الوباء.
- مسرحية إمتداد الظل.
- مسرحية مسافة من نور.[10]

- مسرحية جياع.[11]

- مسرحية سيد الجماجم.[12]

- مسرحية الإنتظار[13]

## جوائزه
- حصد الكاتب إبراهيم الحارثي جائزة المركز الثالث للكتابة والتأليف المسرحي للكبار عن نصه «المشهد الأخير لوداع المهاجرة»، ليكون أول سعودي يحصل على الجائزة، وذلك أثناء ختام فعاليات مهرجان المسرح العربي في دورته الحادية عشرة، في العاصمة المصرية القاهرة، والذي شارك فيه أكثر من 650 فناناً عربياً بسبعة وعشرين عرضاً مسرحياً.[14]

- جائزة وزارة الثقافة والإعلام بعد حصول نص مسرحيَّة «جياع» على المركز الثالث في مسابقة النصوص المسرحيَّة الموجهة للكبار
- جائزة أفضل نص عن نص مسرحيَّة «سيد الجماجم» بمسابقة الدمام للعروض القصيرة.
- جائزة أفضل نص لمسرحيَّة «وباء» بمهرجان المدينة المنوَّرة المسرحي في دورته الثانية.
- جائزة أفضل نص مسرحي لـ«الانتظار» بمهرجان صور الدولي للمسرح.
- جائزة الفنان عبد الله السعداوي لأفضل عمل مسرحي بمهرجان الصواري بالبحرين عن مسرحيَّة «سيد الجماجم».[4]